# Campeonato Baiano de Futebol de 2011 - Segunda Divisão
A Segunda Divisão do Campeonato Baiano de Futebol de 2011 foi uma competição de futebol realizada na Bahia. Teve início no dia 6 de abril e se encerrou no dia 18 de junho.

## Regulamento
Os dez clubes se dividiriam em dois grupos e, dentro de seus respectivos grupos, todos se enfrentam em jogos de ida e volta, classificando-se à fase de mata-mata os dois melhores de cada grupo. Na fase final, organizada em mata-mata, haveria jogos de ida e volta pelas semifinais e, posteriormente, pela final.
Os dois clubes da final ascendem à Primeira Divisão Baiana de 2012.

## Clubes participantes
| Clube        | Cidade             | Estádio usado    | Em 2010         | Títulos (mais recente) |
| ------------ | ------------------ | ---------------- | --------------- | ---------------------- |
| Botafogo-BA  | Salvador           | Barradão         | não participou  | 0 (não possui)         |
| Camaçariense | Camaçari           | Armando Oliveira | 3.º             | 1 (2003)               |
| Galícia      | Salvador           | Pituaçu          | 6.º             | 2 (1988)               |
| Guanambi     | Guanambi           | 2 de Julho       | 9.º             | 0 (não possui)         |
| Itabuna      | Itabuna            | Luiz Viana Filho | 12.º (1.ª Div.) | 1 (2002)               |
| Jacuipense   | Riachão do Jacuípe | Eliel Martins    | não participou  | 1 (1989)               |
| Jequié       | Jequié             | Waldomiro Borges | não participou  | 1 (1996)               |
| Juazeirense  | Juazeiro           | Adauto Moraes    | 7.º             | 0 (não possui)         |
| Poções       | Poções             | Heraldo Curvelo  | 8.º             | 1 (1993)               |
| Ypiranga     | Salvador           | Pituaçu          | 10.°            | 2 (1990)               |

## Primeira fase

### Classificação e jogos

#### Grupo 1
| Equipe | Equipe       | Pts | J | V | E | D | GP | GC | SG  |
| ------ | ------------ | --- | - | - | - | - | -- | -- | --- |
| 1      | Juazeirense  | 19  | 8 | 6 | 1 | 1 | 16 | 7  | +9  |
| 2      | Ypiranga     | 18  | 8 | 6 | 0 | 2 | 18 | 10 | +8  |
| 3      | Galícia      | 13  | 8 | 4 | 1 | 3 | 16 | 11 | +5  |
| 4      | Botafogo-BA  | 7   | 8 | 2 | 1 | 5 | 9  | 20 | -11 |
| 5      | Camaçariense | 1   | 8 | 0 | 1 | 7 | 8  | 19 | -11 |

|              | BOT | CAM | GAL | JZE | YPI |
| ------------ | --- | --- | --- | --- | --- |
| Botafogo     | —   | 1–0 | 1–3 | 2–2 | 1–3 |
| Camaçariense | 1–2 | —   | 0–0 | 0–1 | 2–3 |
| Galícia      | 4–0 | 4–2 | —   | 2–0 | 1–3 |
| Juazeirense  | 4–2 | 5–1 | 2–0 | —   | 1–0 |
| Ypiranga     | 3–0 | 3–2 | 3–2 | 0–1 | —   |

#### Grupo 2
| Equipe | Equipe     | Pts | J | V | E | D | GP | GC | SG |
| ------ | ---------- | --- | - | - | - | - | -- | -- | -- |
| 1      | Itabuna    | 14  | 8 | 4 | 2 | 2 | 18 | 11 | -7 |
| 2      | Jequié     | 13  | 8 | 3 | 4 | 1 | 7  | 6  | +1 |
| 3      | Jacuipense | 12  | 8 | 4 | 0 | 4 | 12 | 10 | +2 |
| 4      | Guanambi   | 11  | 8 | 3 | 2 | 3 | 10 | 14 | -4 |
| 5      | Poções     | 5   | 8 | 1 | 2 | 5 | 7  | 13 | -6 |

|            | GUA | ITA | JCP | JEQ | POÇ |
| ---------- | --- | --- | --- | --- | --- |
| Guanambi   | —   | 1–4 | 1–0 | 1–1 | 3–0 |
| Itabuna    | 5–1 | —   | 3–2 | 1–2 | 2–0 |
| Jacuipense | 1–2 | 3–1 | —   | 3–1 | 1–0 |
| Jequié     | 0–0 | 0–0 | 1–0 | —   | 2–1 |
| Poções     | 3–1 | 2–2 | 1–2 | 0–0 | —   |

## Fase final
|  | Semifinais  | Semifinais  | Semifinais | Semifinais |   |         | Final | Final | Final | Final |
|  |             |             |            |            |   |         |       |       |       |       |
|  | Ypiranga    | 1           | 1          | 2          |   |         |       |       |       |       |
|  | Itabuna     | 0           | 2          | 2          |   |         |       |       |       |       |
|  | Itabuna     | 0           | 2          | 2          |   | Itabuna | 2     | 0     | 2     |       |
|  |             |             |            |            |   | Itabuna | 2     | 0     | 2     |       |
|  |             | Juazeirense | 0          | 2          | 2 |         |       |       |       |       |
|  | Jequié      | Juazeirense | 0          | 2          | 2 | 1       | 1     | 2     |       |       |
|  | Jequié      |             |            |            |   | 1       | 1     | 2     |       |       |
|  | Juazeirense | 2           | 3          | 5          |   |         |       |       |       |       |

### Semifinais
Jogos de ida
| 8 de junho de 2011 | Ypiranga         | 1 – 0          | Itabuna | Pituaçu, Salvador                                    |
| 19:30              | Junior Bahia 33' | súmula borderô |         | Público: 480 Árbitro: BA Arilson Bispo da Anunciação |

| 8 de junho de 2011 | Jequié      | 1 – 2          | Juazeirense              | Waldomiro Borges, Jequié                       |
| 19:30              | Rayllan 51' | súmula borderô | Nino 12' · Clodoaldo 72' | Público: 2 144 Árbitro: BA Manoel Lopo Garrido |

Jogos de volta
| 11 de junho de 2011 | Itabuna                  | 2 – 1          | Ypiranga         | Luiz Viana Filho, Itabuna                         |
| 15:00               | Wenkley 31' · Dalvan 50' | súmula borderô | Júnior Bahia 52' | Público: 4 739 Árbitro: BA Jailson Macedo Freitas |

| 12 de junho de 2011 | Juazeirense                                    | 3 – 1          | Jequié     | Adauto Moraes, Juazeiro                      |
| 16:00               | William 17' · Clodoaldo 19' · André Cabeça 53' | súmula borderô | Rayllan 1' | Público: 5 166 Árbitro: BA Lúcio José Araújo |

### Final
Jogo de ida
| 15 de junho de 2011 | Itabuna                         | 2 – 0          | Juazeirense | Luiz Viana Filho, Itabuna                        |
| 15:00               | Wagner Patrício 30' · Naldo 39' | súmula borderô |             | Público: 1 987 Árbitro: BA Marielson Alves Silva |

Jogo de volta
| 18 de junho de 2011 | Juazeirense          | 2 – 0          | Itabuna | Adauto Moraes, Juazeiro                     |
| 17:00               | Nino 4' · Silvio 74' | súmula borderô |         | Público: 3 649 Árbitro: BA Ademilton Carigé |

| Campeão Baiano de 2011 da Segunda Divisão |
| ----------------------------------------- |
| JUAZEIRENSE (1.º título)                  |